# 562971 Johannhagen
562971 Johannhagen este o planetă minoră (asteroid) din centura de asteroizi. A fost descoperită pe 23 februarie 2012 la  de . 
Obiectul prezintă o orbită caracterizată de o semiaxă mare de 2,6610281352563 UAi, o excentricitate de 0,11762690429036, o înclinație de 2,8115328065613 ° în raport cu ecliptica.